# Автошлях Т 1501
Автошлях Т 1501 — автомобільний шлях територіального значення в Білозерському районі Херсонської області та Жовтневому районі
Миколаївської області .  Загальна довжина — 62,5 км.